# Vit Jul
Vit Jul är en kampanj som drivits av IOGT-NTO-rörelsen sedan 2007. Namnet Vit jul bygger på att ordet vit är en synonym för nykter.
Kampanjens syfte är att belysa vuxnas alkoholkonsumtion i relation till barn och unga under julen. Enligt Folkhälsomyndigheten lever 4–5 barn per skolklass i hushåll där någon vuxen riskkonsumerar alkohol.  
Kampanjen består av två tydliga inriktningar, ställningstagandet och aktiviteterna. 

## Ställningstagande
Genom kampanjen uppmanas vuxna att ta ställning för en Vit jul, det vill säga inte dricka alkohol under julhelgen.

## Aktiviteter
Vit jul genomför jullovsaktiviteter för barn och unga runt om i landet. De som besöker aktiviteterna kan vara de som verkligen behöver det och de som bara vill komma iväg och ha roligt. 

## Kända personer som skrivit under för Vit jul under tidigare kampanjår
- Henry Bronett[2]
- Maria Larsson[3]
- Stefan Holm[4]
- Katerina Janouch[5]
- Hillevi Wahl[6]
- Kitty Jutbring[7]
- Manne Forssberg[8]
- Börje Salming[9]
- Gabriel Wikström[10]
- Sindy Niklasson[11]
- Angelika Luxander[12]